# Stanisław Pawlusiak
Stanisław Pawlusiak (* 30. April 1958 in Wilkowice) ist ein ehemaliger polnischer Skispringer.

## Werdegang
Pawlusiak nahm international erstmals an der Vierschanzentournee 1978/79 teil, konnte jedoch keine Erfolge erzielen. 1979 gehörte er zum polnischen Kader für den neu geschaffenen Skisprung-Weltcup. Am 30. Dezember 1979 sprang er dabei sein erstes Springen in dieser Serie. Bei der Vierschanzentournee 1979/80 blieb er jedoch auch weitgehend erfolglos. Erst im ersten Springen nach der Tournee in seiner Heimat Zakopane konnte er mit dem 5. Platz wieder unter die besten Zehn springen und gewann damit seine ersten Weltcup-Punkte. Auch im französischen Saint-Nizier gewann er in beiden Springen Punkte und beendete die Weltcup-Saison 1979/80 auf dem 43. Platz der Gesamtwertung.
Bei den Olympischen Winterspielen 1980 in Lake Placid erreichte Pawlusiak auf der Normalschanze den 40. und auf der Großschanze den 43. Platz. Nach den Winterspielen beendete er seine aktive Skisprungkarriere.

## Statistik

### Weltcup-Platzierungen
| Saison  | Platz | Punkte |
| ------- | ----- | ------ |
| 1979/80 | 42.   | 22     |